# 7 Batalion (Legiony Polskie we Włoszech)
7 Batalion – polski oddział wojskowy Legionów Polskich we Włoszech.
W drugiej połowie marca 1800 roku w Legionach rozpoczęto formowanie jednostki artylerii i 7 batalionu. Dowództwo na życzenie gen. Dąbrowskiego miał objąć Karwowski. Na początku sierpnia batalion przebywał w Aix-Avignon.
W 1801 roku batalion, zamiast polskich czapek, podobnie jak grenadierzy, nosił francuskie kaszkiety

## Dowódcy batalionu
- Andrzej Karwowski
- Ignacy Stanisław Zawadzki - jesienią 1801

## Chorągiew
Chorągiew uszyta z tkaniny jedwabnej o wymiarach 150 cm x 150 cm. Na tle niebieskim gwiazda biała, ośmiopromienna. Na dłuższych promieniach skierowanych w rogi bławatu wyrysowane podłużne trójkąty karmazynowe. Pośrodku olejno malowany kogut galijski w barwach szaro-brązowych, trzymający w lewych szponach zielony wieniec dębowy i gałązkę wawrzynową, a w prawych – czerwono-różowy płomień ze złotymi piorunami. Nad kogutem malowana farbą olejną wstęga niebieska o szerokości 8 cm, na której znajduje się napis srebrnymi literami: REPUBLIQUE FRANÇAISE. Pod kogutem podobna wstęga z napisem: PRÉMIERE LEGION POLONAISE. Odległość między wstęgami w granicach zewnętrznych po linii pionowej ok. 92 cm.
Strona lewa taka sama, z tym wyjątkiem, że kogut zwrócony jest na lewo i odwrotnie trzyma w szponach gałązkę i pioruny, poza tym napis na wstędze brzmi: 7me BATAILLION.
Drzewce czarno malowane o grubości 3,2 cm. Grot brązowy srebrzony wysokości 18 cm, z czego tuleja ma 8,5 cm. Największa szerokość grotu 5,2 cm. Okucie dolne z tego samego metalu szerokości 5 cm, zwężające się ku dołowi. Całkowita długość drzewca 307 cm. Pod grotem sznur podwójnie wiązany, z węzłem, przesuwką i dwoma chwastami długości 10 cm. Sznury jedwabne trójkolorowe, przetykane srebrem. Chwasty zwieszają się na 62 cm od związania pod grotem.
Wykonanie chorągwi artystyczne i staranne, lecz niebogate. Na mocy traktatu zawartego w Rydze chorągiew ta wraz z innymi została przejęta w 1922 roku przez rząd polski od rządu Związku Radzieckiego. Do tego czasu pozostawała w Muzeum Wojskowym na Kremlu w Moskwie. W 1934 roku znajdowała się w Zamku Warszawskim, od 1939 roku w Muzeum Wojska Polskiego w Warszawie.